# Allika (Kernu)
Pour les articles homonymes, voir Allika.
Allika est un village situé dans la Commune de Kernu du Comté de Harju en Estonie.
Au 31 décembre 2011, le village compte 52 habitants.